# Pendro
Pendro (kurdsky پێندرۆ Pêndro, česky Pěndro) je kurdská vesnice v iráckém Kurdistánu, nachází se v guvernorátu Arbíl, v blízkosti hranic s Tureckem. Leží přibližně 15–18 km severně od Barzanu. K roku 2017 ve vesnici žilo více než 2 540 obyvatel.